# Cleen Energy
Die CLEEN Energy AG (Eigenschreibweise CLEEN) mit Sitz in Haag, Österreich betätigt sich im Bereich der Photovoltaik-Energielösungen.

## Geschichte
2014 erfolgte die Gründung der Cleen Energy GmbH mit dem Fokus auf LED-Beleuchtung durch Lukas Scherzenlehner und Kernaktionär Erwin Stricker.
Cleen ist ein Kunstwort aus den beiden englischen Begriffen „Clean“ und „Green“. Clean bedeutet so viel wie sauber oder rein, aber auch ehrlich und fair. Green hat sich mittlerweile als Synonym für Nachhaltigkeit und umweltfreundliches Handeln etabliert.
2015 wurde das Geschäftsfeld um den Bereich Handel von Energieeffizienzmaßnahmen (Emissionsrechtehandel), nach Inkrafttreten des Energieeffizienzgesetzes, erweitert.
Im April 2017 führte das Unternehmen den Börsengang im Standard-Market-Segment der Wiener Börse durch und wurde dadurch zur Aktiengesellschaft umfirmiert. Zu diesem Zeitpunkt war dies der erste Börsengang im Freiverkehr der Wiener Börse seit 2015. Vor dem Börsengang konnte das Unternehmen Investoren wie Michael Altrichter und Alfred Luger gewinnen.
In den Jahren 2018 bis 2020 wurden stetig neue Produkte zum Portfolio der Cleen Energy hinzugefügt. Der strategische Fokus verlagerte sich kontinuierlich hin zur Errichtung von Photovoltaik-Anlagen und zur Entwicklung von nachhaltigen Energieerzeugungs- und speicherlösungen. Darüber hinaus wurde ab dem Jahr 2020 das Finanzierungsmodell „Contracting“ angeboten.
Die Cleen Energy startete im Jahr 2021 ihre Internationalisierung mit der Entwicklung von PV-Großprojekten in Deutschland, Italien, Bulgarien, Kroatien und Dubai.
Im Jahr 2023 geriet die Cleen Energy in wirtschaftliche Schieflage aufgrund der raschen Expansion, was eine Sanierung zur Folge hatte. Neben den erforderlichen Kapitalmaßnahmen, wurde sowohl der Aufsichtsrat als auch das Management der Cleen Energy AG ausgetauscht. Der internationale Manager Florian Gietl übernahm mit August 2023 den Alleinvorstand und bildet mit Thomas Zeitelhofer und Stefan Schneckenleitner das neue Management. Der Aufsichtsrat setzt sich seit Dezember 2023 aus Fritz Ecker (Vorsitzender), Erich Wolf und Robert Lager zusammen. Im Rahmen dieses Wechsels erfolgte auch der Rückzug aus der Entwicklung von internationalen PV-Großprojekten. Der Fokus wird aktuell auf die Entwicklung und Errichtung von PV-Projekten sowie Energiekonzepten im Kernland Österreich gelegt.
Am 25. Februar 2025 wurde bekannt, dass das seit 2024 in einem gerichtlichen Sanierungsverfahren befindliche Unternehmen keinen Investor gefunden hat und das Sanierungsverfahren in ein Konkursverfahren überleiten muss.

## Geschäftsfeld
Die Cleen Energy AG ist im Bereich von nachhaltigen Energieeffizienzmaßnahmen tätig, mit dem Fokus auf der Errichtung von Photovoltaikanlagen, Carportlösungen und Ladeinfrastruktur, sowie der Entwicklung von Energiespeicher-Lösungen. Der Leistungskatalog umfasst:
- Die Planung und Entwicklung
- Die Umsetzung bzw. Errichtung sowie die Wartung und Instandhaltung
- Die Förderungsabwicklung
- Die Finanzierungsmöglichkeiten.

Des Weiteren bietet die Cleen Energy sämtliche Dienstleistungen im Rahmen von Ausschreibungsprozessen und Projektbegleitungen an.

## Standorte
In Österreich werden zwei Standorte betrieben:
- Unternehmenssitz: Haag (Niederösterreich)
- Zweigstelle Deutschland: Hechingen

## Aktie
Im Rahmen der Notierung am Standard Market der Wiener Börse wurden rund 3,5 Millionen Aktien ausgegeben. Durch die Kapitalmaßnahmen erhöhte sich die Anzahl der ausgegebenen Aktien auf 6.535.532 Stück, wobei hiervon 361.885 Stück von der Cleen Energy AG gehalten werden (eigene Aktien).
Aktionärsstruktur (Stand Dezember 2023):
- 17 % Alfred Luger

- 12 % Apollon Beteiligungs GmbH
- 8 % BSH invest GmbH *)
- 7 % Compass Gruppe GmbH
- 6 % KawKaw Electronics International Ltd.
- 5 % Novofuel GmbH
- 4 % Boris Schnabel *)
- 4 % Lukas Scherzenlehner
- 2 % Sabine Schnabel *)
- 6 % Cleen Energy
- ca. 29 % Streubesitz

* Die Einzelaktionäre Sabine Schnabel und Boris Schnabel sind jeweils Hälfteeigentümer der BSH invest GmbH

## Belege
1. 1 2  Unternehmensprofil. In: wienerborse.at. Wiener Börse, abgerufen am 16. Mai 2019.
2. 1 2  Cleen Energy startet mit Kurssprung an der Wienerbörse. In: derstandard.at. DerStandard, 20. April 2017, abgerufen am 16. Mai 2019.
3. ↑  Cleen Energy AG: Erster Börsengang in Wien seit zwei Jahren. In: kleinezeitung.at. 20. April 2017, abgerufen am 17. Juni 2019.
4. ↑  OePR bezweifelt Firmenwert von Cleen Energy – FMA prüft nach. In: tt.com. 13. März 2019, abgerufen am 17. Juni 2019.
5. ↑  Österreichisches Startup „Cleen Energy“ geht an die Wiener Börse. In: derbrutkasten.com. 20. April 2017, abgerufen am 17. Juni 2019.
6. ↑  Cleen Energy: Kein Investor gefunden – Insolvenzverfahren geht in Konkurs über. In: industriemagazin.at. Abgerufen am 10. März 2025.
7. ↑  Kontakt. In: cleen-energy.com. Abgerufen am 16. Mai 2019.
8. ↑  Unternehmensprofil. In: wienerborse.at. Abgerufen am 16. Mai 2019.
9. ↑  Börsenprospekt 2017. (PDF) In: cleen-energy.com. 27. März 2019, ehemals im Original (nicht mehr online verfügbar); abgerufen am 16. Mai 2019. (Seite nicht mehr abrufbar. Suche in Webarchiven)
10. ↑  Cleen Energy: Cleen Energy Investor Relations. In: Cleen Energy. 17. Mai 2022, abgerufen am 17. Mai 2022.